# شريف بينسون
شريف بينسون (بالفرنسية: Sheri Benson)‏ (و. القرن 20  م) هي قاضية صلح، وسياسية كندية، ولدت في كندا، هي عضوةٌ الحزب الديمقراطي الجديد.

## مناصب
تولت منصب عضو مجلس العموم الكندي (منذ 19 أكتوبر 2015).